# Pedra Branca do Amapari
Pedra Branca do Amapari, amtlich portugiesisch Município de Pedra Branca do Amapari, kurz Amapari, ist eine Gemeinde im brasilianischen Bundesstaat Amapá. Die Bevölkerungszahl wurde 2024 auf 13.798 Einwohner geschätzt, die auf einer Gemeindefläche von rund 9622,3 km² leben und Pedrabrancanienser (pedrabrancanienses) genannt werden. Sie steht an 9. Stelle der 16 Munizips des Bundesstaates. Die Entfernung zur Hauptstadt Macapá beträgt rund 180 km.

## Geographie
Umliegende Gemeinden sind Oiapoque im Norden, Serra do Navio im Osten, Porto Grande im Südosten, Mazagão im Süden und Laranjal do Jari im Westen. Sie liegt im Nationalpark Tumucumaque (Parque Nacional Montanhas do Tumucumaque).
Die Gemeinde hat tropisches Klima, Am nach der Klimaklassifikation nach Köppen und Geiger. Die Durchschnittstemperatur ist 26,5 °C. Die durchschnittliche Niederschlagsmenge liegt bei 2403 mm im Jahr.

## Bevölkerung
Von den laut der Volkszählung im Jahr 2010 10.772 Einwohnern lebten 4809 im ländlichen Raum und 5963, rund 55 %, im urban bebauten Ortsbereich. Rechnerisch ergibt sich eine Bevölkerungsdichte von 1,1 Einwohnern pro km². Rund 37,4 % der Bevölkerung waren 2010 Kinder und Jugendliche bis 15 Jahre.
| Jahr | Einwohner |
| --- | --------- |
| 1991 | 1.751     |
| 2000 | 4.009     |
| 2010 | 10.772    |
| 2022 | 12.847    |
| 2024 | 13.798    |
| Hier fehlt eine Grafik, die leider im Moment aus technischen Gründen nicht angezeigt werden kann. Wir arbeiten daran! |           |

## Ethnische Zusammensetzung
Ethnische Gruppen nach der statistischen Einteilung des IBGE (Stand 2010 mit 10.772 Einwohnern):
| Gruppe    | Anteil (2010) | Anmerkung                        |
| --------- | ------------- | -------------------------------- |
| Brancos   | 1.759         | Weiße, Nachfahren von Europäern  |
| Pardos    | 7.330         | Mischrassige, Mulatten, Mestizen |
| Pretos    | 732           | Schwarze                         |
| Amarelos  | 58            | Asiaten                          |
| Indígenas | 893           | indigene Bevölkerung             |